# Cleveland (Minnesota)
Cleveland és una població del Comtat de Le Sueur a l'estat de Minnesota. Segons el cens del 2000 tenia 673 habitants.

## Demografia
Segons el cens del 2000, Cleveland tenia 673 habitants, 252 habitatges, i 177 famílies. La densitat de població era de 433,1 habitants per km².
Dels 252 habitatges en un 39,7% hi vivien nens de menys de 18 anys, en un 59,9% hi vivien parelles casades, en un 9,1% dones solteres, i en un 29,4% no eren unitats familiars. En el 25% dels habitatges hi vivien persones soles l'11,1% de les quals corresponia a persones de 65 anys o més que vivien soles. El nombre mitjà de persones vivint en cada habitatge era de 2,67 i el nombre mitjà de persones que vivien en cada família era de 3,25.
Per edats la població es repartia de la següent manera: un 29,9% tenia menys de 18 anys, un 7,3% entre 18 i 24, un 27,2% entre 25 i 44, un 23,9% de 45 a 60 i un 11,7% 65 anys o més.
L'edat mediana era de 36 anys. Per cada 100 dones de 18 o més anys hi havia 95,9 homes.
La renda mediana per habitatge era de 46.458 $ i la renda mediana per família de 52.763 $. Els homes tenien una renda mediana de 30.885 $ mentre que les dones 24.167 $. La renda per capita de la població era de 17.424 $. Entorn del 5,2% de les famílies i el 7,4% de la població estaven per davall del llindar de pobresa.

## Poblacions properes
El següent diagrama mostra les poblacions més properes.